# Yu-Gi-Oh! Duel Monsters
A Yu-Gi-Oh! Duel Monsters (遊☆戯☆王: デュエル モンスターズ, Yū☆gi☆ō Dyueru Monsutāzu) japán sónen animesorozat, ami Takahasi Kazuki azonos című mangája alapján készült el 2000 és 2004 között. A sorozatot Szugiszima Kunihisza rendezte, valamint a Studio Gallop és a Nihon Ad Systems stúdió készítette el, majd a TV Tokyo vetítette 2000. április 18-án és 224 résszel fejeződött be 2004. szeptember 29-én. A manga 8. kötetétől mutatja be az animét, bár tartalmaz filler részeket, amik nem voltak a mangában. 2001-től a sorozatot az USA-ban a saját verziójuk szerint, megvágva adták le a 4Kids Entertainment csatornán. A sorozat DVD-t az amerikaiak adták ki, az epizód címek az angol verzió szerint lett. A Duel Monsters sorozatnak készült egy mozifilmje is, Yu-Gi-Oh! Duel Monsters: Pyramid of Light címmel, amit megvágva, angol verzió szerint Magyarországon, szinkronosan is leadtak, (Mutó Júgi, Atem és Kaiba Mukoba szinkronját kivéve) a sorozatban hallható szinkronokkal. Az anime cenzúrázott amerikai változatából az RTL, a Cool, és az A+ vetített 48 részt. Alapvetően az RTL mutatta be 2003. év folyamán a Kölyökklubban, ám azt a vetítést szankcióval illette a médiahatóság. 2004-ben vette át 12 évtől ajánlott korhatárral a Cool és az A+. Illetve végül az RTL egyszer megismételte korhatárral, de nem kívánt több szezont megvásárolni.

## Történet
3000 évvel ezelőtt, az ősi Egyiptomban megalkották a 7 Ezeréves Ikont (a Kirakót, a Gyűrűt, a Nyakláncot, a Mérleget, a Botot, a Szemet és a Kulcsot), amiket fáraók és egyiptomi papok birtokoltak. Ekkor jött létre az Árnyjáték is. Abban az időben egy fiatal fáraó, Atem az életét áldozta fel, hogy Egyiptom népét megmentse, s az Ezeréves Kirakóba zárta a lelkét, amit vele együtt eltemettek halála után. 3000 évvel később egy ásatáson megtalálták a széttört Kirakót, amit Mutó Júgi-nak sikerült kiraknia, amivel együtt a fáraó lelke a fiú testébe költözött. A fáraó nem emlékszik a múltjára, még a nevére se. Júginak és barátainak így az a feladata, hogy mindent kiderítsenek a fáraó múltjáról, miközben a Duel Monsters kártyajátékkal bajnokságokon is részt vesznek,
A Yu-Gi-Oh! Duel Monsters története kilenc részre osztható, tartalmazva filler részeket is. Ezek a következők:
1. Duelist Kingdom (1-40. rész)
2. Game Duel (41-49. rész)
3. Battle City (50-97. rész)
4. Virtual World (98-121. rész)
5. Battle City 2. rész (122-144. rész)
6. Waking the Dragons (145-184. rész)
7. Grand Championship (185-198. rész)
8. Dawn of the Duel (199-219. rész)
9. The Ceremonial Battle (220-224. rész)

## Adaptálás

### 4Kids
Az Egyesült Államokban 2001. szeptember 29-én kezdődött a sorozat. Az amerikai verzióban rengeteg változást tettek a sorozaton. A sorozatot a 4Kids Entertainment változtatta meg teljesen.
VÁLTOZÁSOK
- Nevek: Egyes szereplőknek megmaradt a japán neve, de angolosan lett leírva. Van, aki a japán neve angolra változott. A magyar szinkronosban Dzsonoucsi Kacuja és Sizuka, Insector Haga és Ghost neve magyar nevet kapott.

Honda Hiroto neve Tristan Taylor , Dzsonoucsi Kacuja neve Joey Wheeler (magyar szinkronban Kerekes Joey), Mazaki Anzu neve Téa Gardner, Pegazus J. Crawford neve Maximillian Pegazus, Insector Haga neve Wevil Underworld (magyar szinkronban Tücsök Tádé lett), Dinosaur Ryuuzaki Rex Raptor, Kudzsaku Mai neve Mai Valetine (magyarban Maya-nak ejtették), Mutou Szugoroku keresztneve Solomon lett, Kadzsiki Rjota Mako Tsunami lett, Bandith Keith Howard a magyarban Kezes Bandita nevet kapott. Továbbá Bakura Ryo neve az amerikai verzióban csak Bakura lett, Otogi Rjugi Duke Devlin (magyarban Dobó Döme lett a neve), Dzsonoucsi Sizuka Serenity lett (magyarban Húgicának hívták). Rebecca és Arthur Hopkins családneve Hawkins lett. A BIG 5 japán nevei angol nevet kaptak. A Rare Hunters és is angol nevet kaptak, míg Dartz embeei közül egyedül Amelda neve lett más. Szaruvatarit (Pegazus embere) Kemora keresztelték, Ghost Kocuzuka Bonz lett (magyarban Borzas). A Meikyu testéverek Paradox-ra lettek keresztelve. Atem fáraó Dark Jugi nevet kapott, míg Mutó Júgi, Kaiba Szeto és Mokuba neve meg lett fordítva, angolosra írva.
- Helyszín: Míg az eredeti anime és manga Japánban játszódik, az amerikaiak az Egyesült Államokat írták játszódó helyszínnek.
- Zenék: Az eredeti nyitó- és zárózenékből, valamint az epizódok egyes jelenteiből vágták össze a nyitó és zárózenéket. A sorozatok alatt hallható háttérzenéket, hanghatásokat amerikai stílusba változtatták meg. A J-Pop és J-Rock stílusú nyitó- és záró zenéket különböző művészek, instrumentális verzióba készítették el.
- Cenzúrázás: Mint más animében, a Yu-Gi-Oh!-ban is hallhatók trágár beszédek, látható kisebb vér, durva verekedős jelenetek, amiket eltávolítottak vagy megváltoztattak.
- Szörnylapok, életpont: Az életpontot mutató kis tábla háttérszíne megváltozott kékesre, valamint a japán jelekkel leírt ATK és DEF mutatót eltávolították. A kártyalapokat megváltoztatták, a japán írásokat eltávolították vagy angolosra írták. Vannak lapok, amik eredetileg varázs- vagy csapdalap, de az angolban pont az ellentéteként van feltüntetve.

Az Anime News Network alelnöke, Mark Kirt egy interjúban elmondta, hogy a kártyalapokat azért változtatták meg, mert amikor később gyűjtögetős kártyákat dobtak piacra, az eredeti japán írásokkal nem lett volna jó eladni. DVD-n is kiadták később a sorozatokat. Kiadták az eredeti vágatlan verzióban is, angol és japán nyelvvel, ami 3 részt tartalmazott minden DVD-n.
2009 márciusában a 4Kids elindította a sorozat hivatalos YouTube csatornáját. Feltették a sorozat angol verziós, valamint az eredeti japán verziót, angol felirattal. Eredetileg korlátozták volna, de áprilistól Ázsián kívül mindenhol elérhető volt.
2009-ben a 4Kids bejelentette, hogy a teljes első évadot feliratosan feltöltik, hozzátették, hogy kiadják majd. 2009 augusztusában azonban jogi kérdések miatt törölték mindet.

## Szereplők
A szereplők nevei az eredeti japán neveket, magyaros írásban sorolja fel. A magyar szinkronok az A+-on vetített verzió szerint sorolja fel.
| Karakter                   | Japán hangja                     | Angol hangja                                       | Magyarhangja                                         |
| -------------------------- | -------------------------------- | -------------------------------------------------- | ---------------------------------------------------- |
| Mutó Júgi                  | Kazama Szunszuke                 | Dan Green                                          | Minárovits Péter                                     |
| Atem                       | Kazama Szunszuke                 | Dan Green                                          | Minárovits Péter                                     |
| Mazaki Anzu                | Szaito Maki                      | Amy Birnbaum                                       | Zsigmond Tamara                                      |
| Dzsonoucsi Kacuja          | Takahasi Hiroki                  | Wayne Grayson                                      | Seder Gábor                                          |
| Honda Hiroto               | Kondo Takajuki/Kikucsi Hidehiro  | Sam Regal/Frank Frankson                           | Csík Csaba                                           |
| Kaiba Szeto                | Cuda Kendzsiro                   | Eric Stuart                                        | Breyer Zoltán                                        |
| Kaiba Mokuba               | Takeucsi Dzsunko                 | Tara Sands/Caroline Lawson                         | Oláh Orsolya (1. részben), Kékesi Gábor (8. résztől) |
| Bakura Ryo/Gonosz Bakura   | Inoue Juo/Macumoto Rika          | Ted Lewis                                          | Gerő Gábor                                           |
| Mutou Szugoroku            | Mijazava Tadasi                  | Maddie Blaustein                                   | Pálfai Péter                                         |
| Pegasus J. Crawford        | Takaszugi Jiro                   | Darren Dunstan                                     | Crespo Rodrigo                                       |
| Kudzaku Mai                | Terada Haruhi                    | Megan Hollingshead / Bella Hudson / Alyson Johnson | Roatis Andrea                                        |
| Otogi Rjudzsi              | Naito Rjo                        | Marc Thompson                                      | Csík Csaba Krisztián                                 |
| Kavai Sizuka               | Szakenobe Mika                   | Liza Ortiz                                         | Oláh Orsolya                                         |
| Insector Haga              | Takano Urara                     | Jimmy Zoppi                                        | Szokol Péter                                         |
| Dinosaur Rjuzaki           | Fuidzsi Kin/Nakamura Juicsi      | Sam Regal / Sebastian Arcelus / Anthony Salerno    | Vári Attila                                          |
| Kadzsiki Rjota             | Namikava Daiszuke                | Andrew Rannells                                    | Seszták Szabolcs                                     |
| Bandit Keith Howard        | Komada Hadzsime                  | Ted Lewis                                          | Megyeri János                                        |
| Rebecca Hopkins            | Tagami Kaoir                     | Kerry Williams                                     | Pogány Judit                                         |
| Arthur Hopkins             | Kodaka Szaburo                   | Mike Pollock                                       |                                                      |
| Marik Ishtar/Gonosz Marik  | Ivanaga Tecuja                   | Jonathan Todd Ross                                 |                                                      |
| Ishizu Ishtar              | Simamoto Szumi                   | Karen Neill                                        |                                                      |
| Rishid Ishtar              | Konta                            | Michael Alston Baley                               |                                                      |
| Kaiba Noa                  | Jokojama Csisa                   | Andrew Rannells                                    |                                                      |
| Kaiba Gozaburo             | Komura Tecuo                     | David Wills / Ted Lewis                            |                                                      |
| Vivian Wong                | Tanaka Rie                       | Alyson Johnson                                     |                                                      |
| Dartz                      | Emaou Ju                         | Wayne Grayson                                      |                                                      |
| Rafael                     | Kavahara Josihisza               | Marc Thompson                                      |                                                      |
| Valon                      | Maeda Cujosi                     | Marc Thompson                                      |                                                      |
| Amelda                     | Iemura Jukinara                  | Ted Lewis                                          |                                                      |
| Siegfried von Schroider    | Cuda Eiszuke                     | Pete Zarustica                                     |                                                      |
| Leonhart von Schroider     | Nogucsi Szeiko                   | Andrew Rannells                                    |                                                      |
| Shadi                      | Szaszaki Nozomu                  | Wayne Grayson                                      | Tóth Roland                                          |
| Szeto pap                  | Cuda Kendzsiro                   | Eric Stuart                                        |                                                      |
| Akhenaden pap              | Bifu Hitosi                      | Pete Zarustica                                     |                                                      |
| Mahado pap                 | Kodzsima Kazunari                | Michael Sinterniklaas                              |                                                      |
| Isis papnő                 | Simamoto Szumi                   | Karen Neill                                        |                                                      |
| Shada pap                  | Szaszaki Nozomu                  | Michael Alston Baley                               |                                                      |
| Kalim pap                  | Kavanago Maszahito               | Sean Schemmel                                      |                                                      |
| Bakura, a tolvajok királya | Macumotot Rika                   | Ted Lewis                                          |                                                      |
| Siamun Muran               | Mijazava Tadasi                  | Maddie Blaustein                                   |                                                      |
| Mana                       | Nakao Juki                       | Bella Hudson                                       |                                                      |
| Bobasa                     | Mizusima Juu                     | Sean Schemmel                                      |                                                      |
| Kisara                     | Nakagava Rie                     | Caroline Lawson                                    |                                                      |
| Zorc Necrophades           | Kaidu Jositaka                   | Mike Pollock                                       |                                                      |
| Pandora                    | Kojaszu Takehito                 | Sam Regal                                          |                                                      |
| Mask of Light              | Mizusima Juu                     | Jimmy Zoppi                                        |                                                      |
| Mask of Darkness           | Isi Kodzsi                       | Matthew Charles                                    |                                                      |
| Otogi egyik barátja        |                                  |                                                    | Pálmai Szabolcs (46. részben)                        |
| Adina hercegnő             |                                  |                                                    | Bogdányi Titanilla (44-45. részben)                  |
| Witty Phantom              | Takemoto Eidzsi                  | Darren Dunstan                                     | Pálmai Szabolcs (44-45. részben)                     |
| Dreadlock Johnny           | Konda Hideki                     | Matthew Charles                                    |                                                      |
| Jean Claude Magnum         | Gouda Hozumi                     | Frank Frankson                                     |                                                      |
| Ghost Kocuzuka             | Szuzuki Miszami                  | Amy Birnbaum                                       | Szokol Péter                                         |
| Mei                        | Takemotot Eidzsi                 | Wayne Grayson                                      | Kapácsy Miklós                                       |
| Kju                        | Nisimura Hitosi                  | Marc Thopmson                                      |                                                      |
| Crocketts                  | Nagata Josikazu                  | Ted Lewis                                          | Csuha Lajos                                          |
| Szaruvatari                | Okazaki Maszahiro                | Eric Stuart                                        | Tarján Péter                                         |
| Iszono                     | Ivaszaki Maszami                 | Wayne Grayson                                      |                                                      |
| Espa Roba                  | Itou Maiko                       | Sebastian Arcelus                                  |                                                      |
| Osita Konoszuke            | Szaito Nobujuki/Szonooka Sintaro | Eric Stuart/Marc Thopmson                          |                                                      |
| Otaki Suzo                 | Curuoka Szatosi/Otani Rjoszuke   | Mike Pollock                                       |                                                      |
| Oka Csikuzen               | Jasiro Sinicsi                   | Wayne Grayson/Andrew Paul                          |                                                      |
| Ota Szoicsiro              | Szugino Hiroomi                  | David Willis                                       |                                                      |
| Daimon Kogoro              | Takemoto Eidzsi/Izumi Hiszasi    | Tom Southrada                                      |                                                      |
| Seeker                     |                                  | David Wills                                        |                                                      |
| The Pantominer             |                                  | Jonathan Todd Ross                                 |                                                      |

## Fordítás
Ez a szócikk részben vagy egészben  a   Yu-Gi-Oh! (2000 TV series) című angol Wikipédia-szócikk fordításán alapul.  Az eredeti cikk szerkesztőit annak laptörténete sorolja fel. Ez a jelzés csupán a megfogalmazás eredetét és a szerzői jogokat jelzi, nem szolgál a cikkben szereplő információk forrásmegjelöléseként.